# NGC 707-2
NGC 707-2 is een compact sterrenstelsel in het sterrenbeeld Walvis. Het bevindt zich in de buurt van NGC 707-1.

## Synoniemen
- MCG -2-5-63